# استونی
اِستونی (به استونیایی: Eesti) با نام رسمی جمهوری استونی (به استونیایی: Eesti Vabariik) کشوری در منطقه بالتیک در شمال اروپا است. این کشور از غرب به دریای بالتیک و از شمال به خلیج فنلاند می‌رسد و مرز شرقی آن با روسیه و مرز جنوبی آن با لتونی مشترک است. جمعیت آن ۱٬۳۲۸٬۹۷۶ نفر و پایتخت آن تالین است. واحد پول این کشور یورو و تنها زبان رسمی این کشور استونیایی است. این زبان برخلاف اکثریت زبان‌های قاره اروپا که از ریشه هندواروپایی هستند جزو زبان‌های خانواده اورالی است.
۶۹ درصد از مردم این کشور از تبار استونیایی و حدود ۲۵ درصد روس‌تبارند. استونی یکی از بی‌دین‌ترین مردمان جهان را دارد و بیش از ۷۰ درصد از مردم این کشور اعلام کرده‌اند که به هیچ‌یک از ادیان باور ندارند. نظرسنجی سال ۲۰۰۵ اروپایی نشان داد که تنها ۱۶ درصد از استونیایی‌ها به خدا باور دارند که این پایین‌ترین درصد در میان کشورهای اتحادیه اروپا است.
استونی از سوی نهادهای مالی جهان به عنوان کشوری با اقتصاد پیشرفته رده‌بندی شده است و سازمان ملل نیز استونی را در رده کشورهای دارای شاخص توسعه انسانی بسیار بالا قرار می‌دهد. استونی از نظر آزادی مطبوعات، آزادی اقتصادی، آزادی سیاسی و آموزش در سطوح بالای جهانی قرار دارد. استونی در زمان شوروی نیز در میان جمهوری‌های آن اتحادیه بالاترین سرانه تولید ناخالص را داشت.
در طول چند سده اخیر، کشورهای گوناگون از جمله دانمارک، سوئد، لهستان، روسیه هرکدام برای مدتی بر این کشور مسلط بودند اما پس از شکست روسیه تزاری در جنگ جهانی اول و انقلاب بلشویکی در روسیه، استونی توانست استقلال خود را از روسیه به دست آورد. جمهوری مستقل استونی تا سال ۱۹۴۰ دوام یافت اما براساس توافق پنهانی ژوزف استالین با آدولف هیتلر برای تقسیم بخش‌هایی از اروپا، به اشغال نیروهای شوروی درآمد و پس از آغاز جنگ بین شوروی و آلمان در سال ۱۹۴۱، توسط نیروهای آلمانی اشغال شد. شکست آلمان در جنگ دوم به تسلط مجدد شوروی منجر شد که تا فروپاشی اتحاد شوروی در سال ۱۹۹۱ و اعلام استقلال استونی ادامه یافت.
استونی در سال ۲۰۰۴ به اتحادیه اروپا پیوست و به عضویت سازمان پیمان آتلانتیک شمالی (ناتو) پذیرفته شد. کشور استونی آزادترین شبکه اینترنتی دنیا را دارد. و به دیجیتالترین کشور دنیا معروف است.

## تاریخ
گفته شده است که نام استونی از یک قوم باستانی به نام آئستی (Aesti) گرفته شده است. وایکینگ‌ها از سده هفدهم در سواحل استونی مستقر شدند. در سال ۱۲۰۲ استونی در اختیار یکی از گروه‌های شوالیه‌ای مذهبی به نام برادران شمشیر قرار گرفت که مردم استونی را به زور شمشیر مسیحی کردند.
قسمت جنوبی استونی به همراه لتونی امروزی زیر سلطه این گروه باقی‌ماند اما قسمت شمالی در بهار ۱۲۲۴ جزئی از قلمرو پادشاه دانمارک شد ولی در سال ۱۳۴۶ فرمانروایی این قسمت نیز به گروه «برادران شمشیر» واگذار شد.
در این زمان به‌جز شهر «رِوال» (تالین امروزی) که پایتخت بود، ده‌ها دژ نیز در استونی ساخته شد که در کنار آن‌ها به مرور شهرهایی شکل گرفتند. این شهرها به اتحادیه بازرگانی هانزا پیوسته بودند و ساکنان آن‌ها نیز بیشتر از اهالی مناطق شمالی امپراتوری آلمان بودند.

### دوره معاصر
زمانی که کمونیست‌ها قدرت را در روسیه به دست گرفتند (۱۹۱۷) استونی جدا شد ولی اشغال آلمانی‌ها و دو حمله از سوی روسیه استقلال را تا ۱۹۱۹ به تعویق انداخت.
در ۱۹۳۴ دیکتاتوری جایگزین دموکراسی ضعیف استونی گردید. پیمان عدم تعرض (۱۹۳۹) بین هیتلر و استالین استونی را به شوروی واگذاشت.

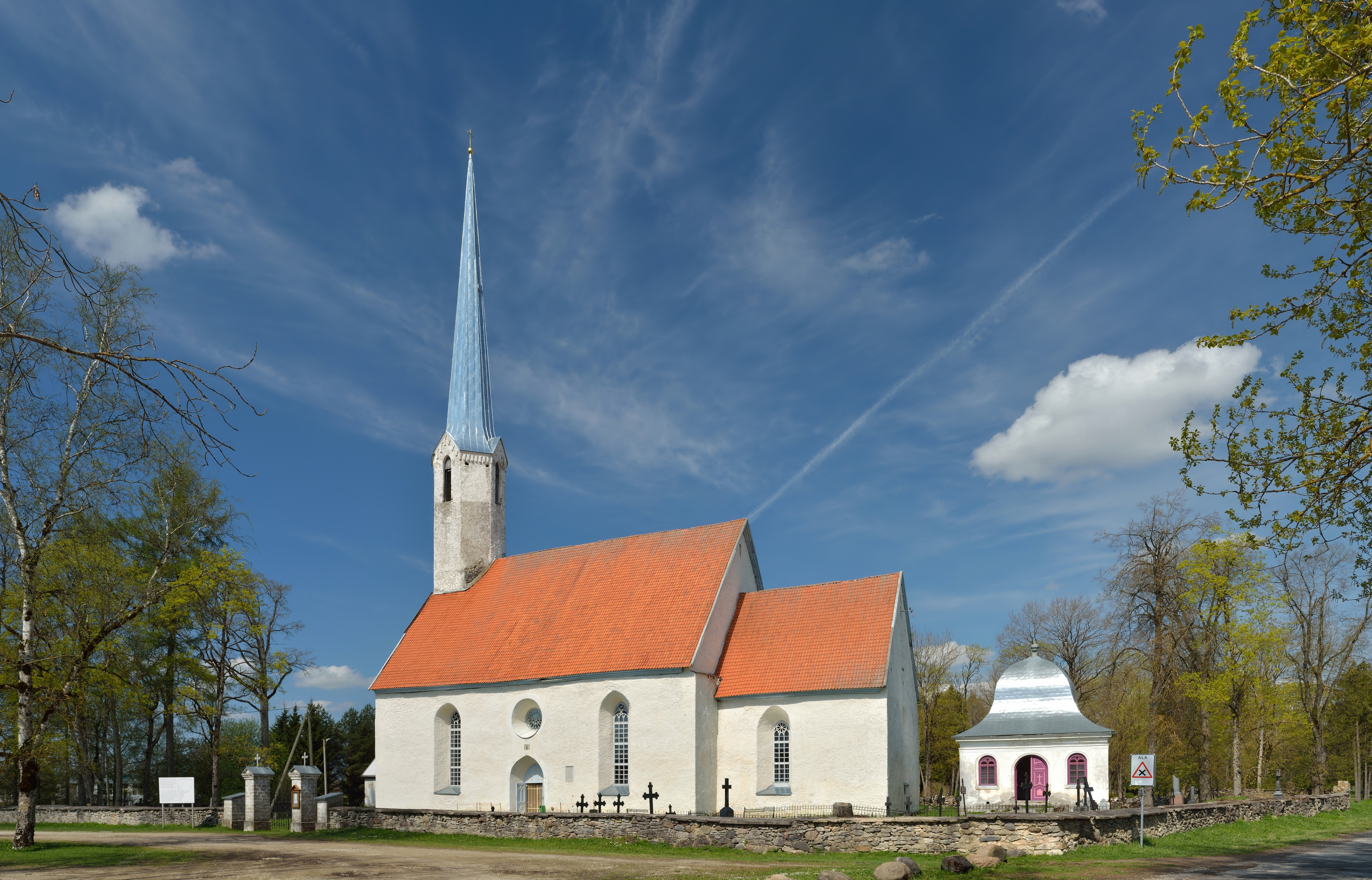
کلیسای وایکه-ماریا

بزودی در ژوئن ۱۹۴۰، روسیه به بهانهٔ تحریکات دولت وقت استونی علیه نیروهای روسی مقیم، خواستار افزایش تعداد این نیروها در خاک استونی و تغییر دولت آن شد. در این دوره با پیشروی نظامی نیروهای آلمان نازی در جبهه‌های اروپای غربی، استالین به منظور تقویت مرزهای غربی، تصمیم به الحاق سه کشور بالتیک به شوروی گرفت، به ویژه که واکنشی از ناحیهٔ انگلستان یا فرانسه انتظار نمی‌رفت و ضمناً اپوزیسیون چپ داخلی نیز به دلیل بحران فزاینده اقتصادی، نفوذ و قدرت فراوان یافته بود. سرانجام استونی تسلیم تهدیدات شوروی شده و در ۲۱ ژوئن ۱۹۴۰ با حضور و نظارت نمایندگان اعزامی از مسکو، یک «دولت خلقی» با اعضایی کاملاً وابسته به شوروی، زمام امور را در دست گرفت. یک ماه بعد در حالی‌که اعضای حزب کمونیست و طرفداران شوروی، مجلس استونی را نیز در اختیار داشتند، پارلمان رسماً تأسیس جمهوری سوسیالیستی استونی را اعلام و تقاضای الحاق به اتحاد جماهیر شوروی را نمود که البته در ۶ اوت ۱۹۴۰ پذیرفته شد. از ۱۹۴۱ تا ۱۹۴۴ استونی تحت اشغال آلمان نازی بود.

جمهوری شوروی سوسیالیستی استونی

زمانی که سلطه شوروی دوباره تحمیل گشت (۱۹۴۵)، مهاجرت گسترده روس‌ها جایگزین ۱۲۰٬۰۰۰ استونیایی شد که کشته یا به سیبری تبعید شده بودند. در ۱۹۸۸ اصلاحات در شوروی به استونیایی‌های ملی‌گرا این فرصت را داد تا آشکارا فعالیت کنند.
ملی‌گرایان در پارلمان این جمهوری به اکثریت دست یافتند و خودمختاری بیشتری کسب کردند و به دنبال کودتای نافرجام کمونیست‌های تندرو در مسکو (اوت ۱۹۹۱) استونی را از اتحاد شوروی خارج کردند. در سپتامبر ۱۹۹۱ شوروی استقلال استونی را به رسمیت شناخت.
روسیه بر این نکته اصرار دارد که ارتش اتحاد جماهیر شوروی سابق اروپا را از چنگ نازی‌ها آزاد کرد و رئیس‌جمهوری روسیه از درخواست کشورهای لتونی، لیتوانی و استونی برای عذرخواهی در مورد اقدام شوروی سابق در الحاق این کشورها خشمگین است.
دولت استونی آخرین یادبود تسلط پنجاه ساله شوروی بر این کشور را روز ۲۷ آوریل ۲۰۰۷ از پایتخت برداشت. این اقدام با اعتراض روس‌تبارهای استونی روبرو شده است. تظاهرات خشونت بار آن‌ها دستکم یک نفر کشته و حداقل ۱۵۳ زخمی برجای گذاشت.

## سیاست

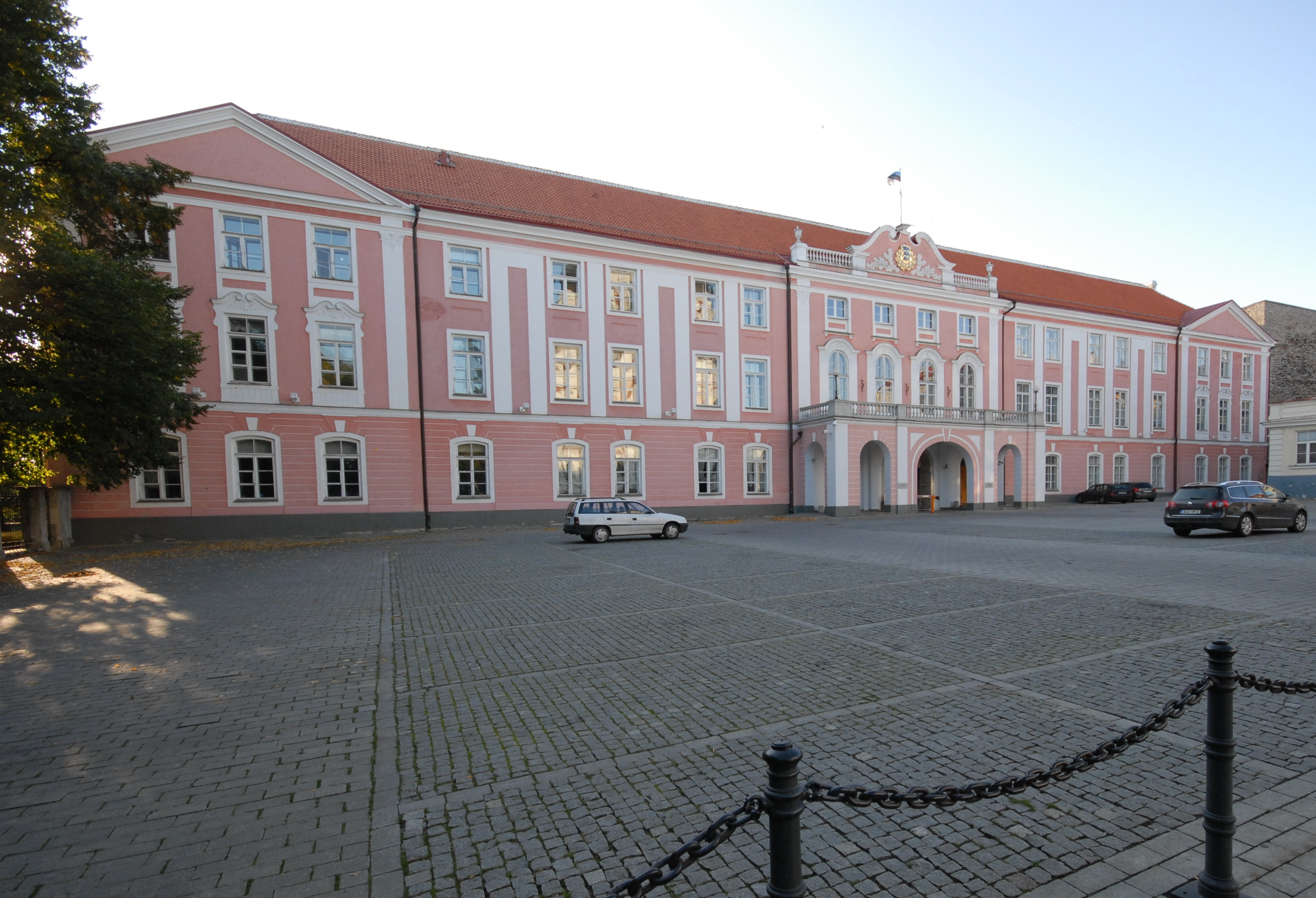
ساختمان مجلس استونی در قلعه تومپئا.

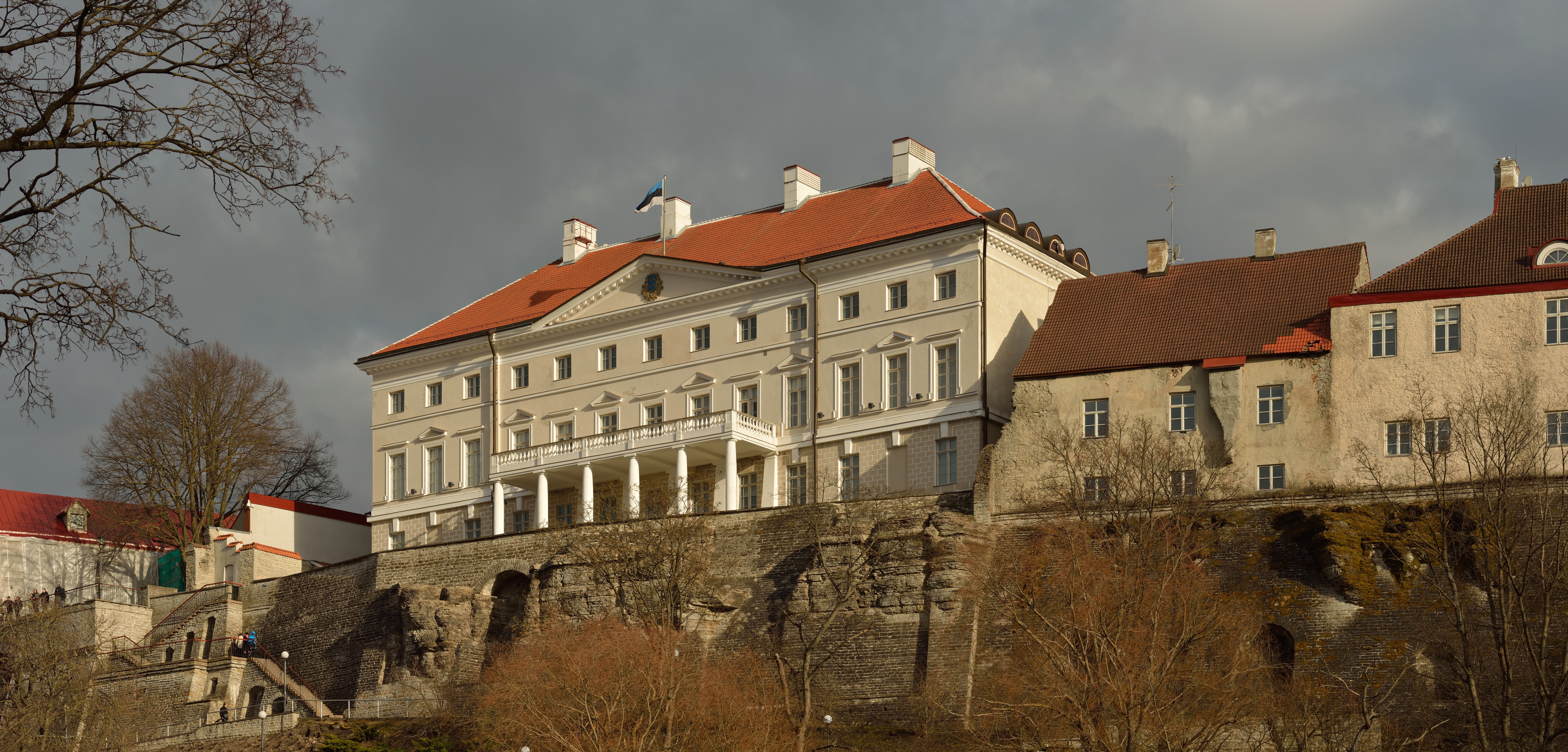
استنبوک هاوس ساختمان اصلی دولت استونی در شهر تالین

نظام سیاسی استونی جمهوری پارلمانی است و رئیس‌جمهوری، که اختیارات اجرایی محدودی دارد، از سوی نمایندگان پارلمان برای دوره پنج ساله به این سمت برگزیده می‌شود.
پارلمان این کشور دارای یک مجلس با ۱۰۱ نماینده است که با رای مستقیم مردم برای دوره‌های چهارساله به عضویت مجلس انتخاب می‌شوند.
مجمع ۱۰۶ نفره و رئیس‌جمهور با رأی تمامی افراد بالغ برای چهار سال انتخاب می‌شود. رئیس‌جمهور، نخست‌وزیر و شورای وزیرانی را انتصاب می‌کند که به مجمع پاسخگو هستند.
احزاب عمده سیاسی عمده عبارت‌اند از: حزب اصلاحات استونی، حزب مرکزی استونی، حزب محافظه‌کار خلق استونی، ایساما و حزب سوسیال دموکراتیک استونی
آلار کاریس در اوت ۲۰۲۱ به عنوان رئیس‌جمهور جدید این کشور انتخاب شد.
کشور استونی بیش از ۱۳۰ سرباز در چهارچوب نیروهای بین‌المللی کمک به امنیت، آیساف در افغانستان داشت که در ولایت آشوب‌زده هلمند مستقر بودند.
با امضای توافقنامه‌ای میان آمریکا و جمهوری استونی، شهروندان استونیایی از اواخر سال ۲۰۰۸ میلادی می‌توانند بدون روادید به آمریکا سفر کنند.

## جغرافیا

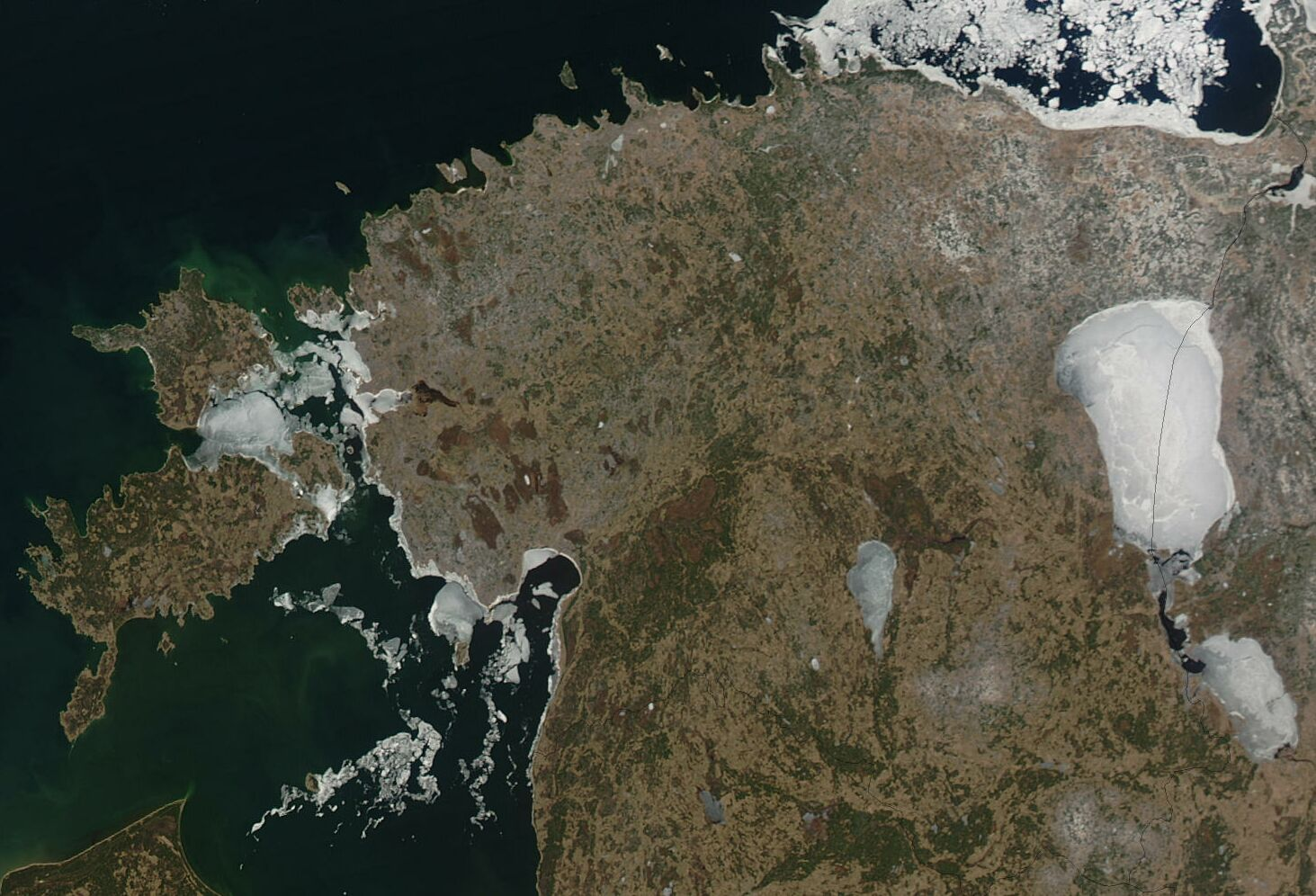
تصویر ماهواره‌ای از استونی

استونی ۴۵٬۲۲۷ کیلومتر مربع (۱۷۴۶۲ مایل مربع) وسعت دارد.
استونی کوچک‌ترین و شمالی‌ترین کشور منطقه بالتیک بوده و از تعداد زیادی جزیره در ساحل جنوبی خلیج فنلاند تشکیل شده است. این کشور متشکل است از سرزمینی کم‌ارتفاع، که در جنوب شرق ۳۱۸ متر ارتفاع می‌یابد، و دو جزیره اصلی که ۲۲ درصد کشور را جنگل پوشانیده است و از چوب آن برای کاغذ و کبریت‌سازی استفاده می‌شود. استونی، از نظر منابع طبیعی فقیر می‌باشد.
در این کشور، دریاچه‌های فراوان و جنگل‌های متراکم زیادی، به چشم می‌خورد. استونی سه رودخانه اصلی دارد به نام‌های امایوگی، پارنو و ناروا.

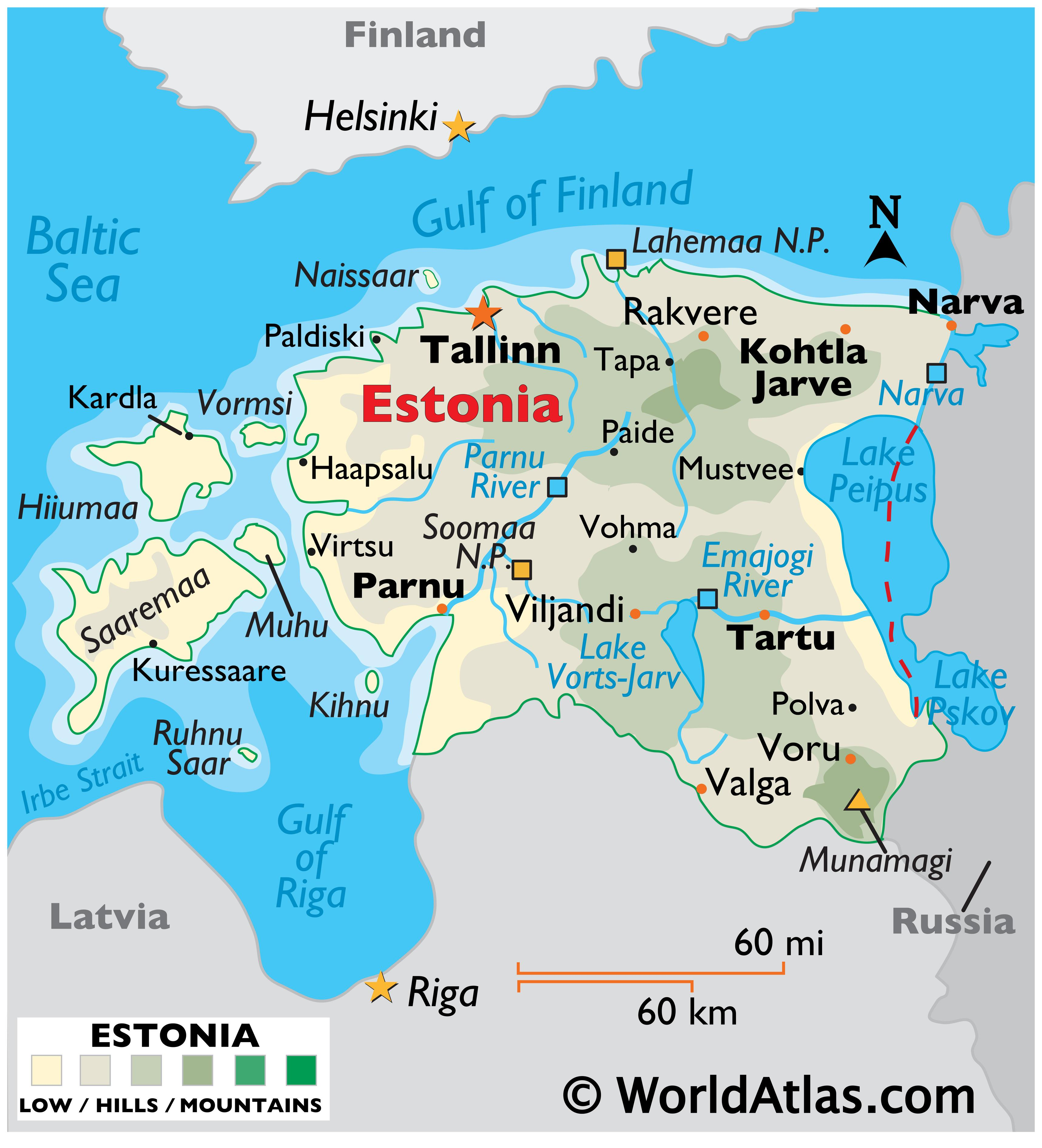
موقعیت جغرافیایی استونی

آب‌وهوای این کشور معتدل و مرطوب با تابستان‌های ملایم و زمستان‌های سرد است.
استونی ۵۶۱ کیلومتر مرز دارد و طول سواحل آن بسیار بیشتر از این یعنی ۳۷۹۴ کیلومتر است. در مرز شرقی استونی با روسیه، دریاچه پیپوس واقع شده و مرز شمالی را رودخانه ناروا تشکیل می‌دهد. استونی تنها در مرز جنوبی خود عارضه طبیعی مشخصی ندارد.
سطح کشور استونی کمابیش هموار است ولی در برخی سواحل آن زمین‌ها گاه با شیب زیادی از دریا بیرون آمده‌اند و در جنوب شرق کشور در پشت این سواحل نیز تپه‌زارها ادامه می‌یابند. بلندترین نقطه استونی یعنی سور مونامگی (به معنی کوه تخم‌مرغی بزرگ) که ۳۱۸ متر ارتفاع دارد نیز در این بخش از کشور واقع شده است.
در مناطق غربی و شمالی استونی صدها جزیره واقع شده که بیشتر آن‌ها غیرمسکونی هستند و از شماری از آن‌ها در زمان شوروی به عنوان منطقه نظامی استفاده می‌شد. بزرگ‌ترین این جزایر ساره و هیو هستند که هر یک استان‌های جداگانه‌ای به‌شمار می‌آیند. از جزیره‌های کوچک‌تر مسکونی می‌توان به موهو، وورمسی، ویلساندی، آبروکا، کیهنو، و روهنو اشاره کرد.
- نگاره ماهواره‌ای از استونی
- اوسموسار یکی از جزایر پرشمار استونی
- دریاچه‌ای در استونی
- جنگل در استونی
- بالاترین نقطه در سرزمین استونی، پارک ملی لاهما
- رودخانه آلتجا در پارک ملی لاهما، استونی

### اقلیم

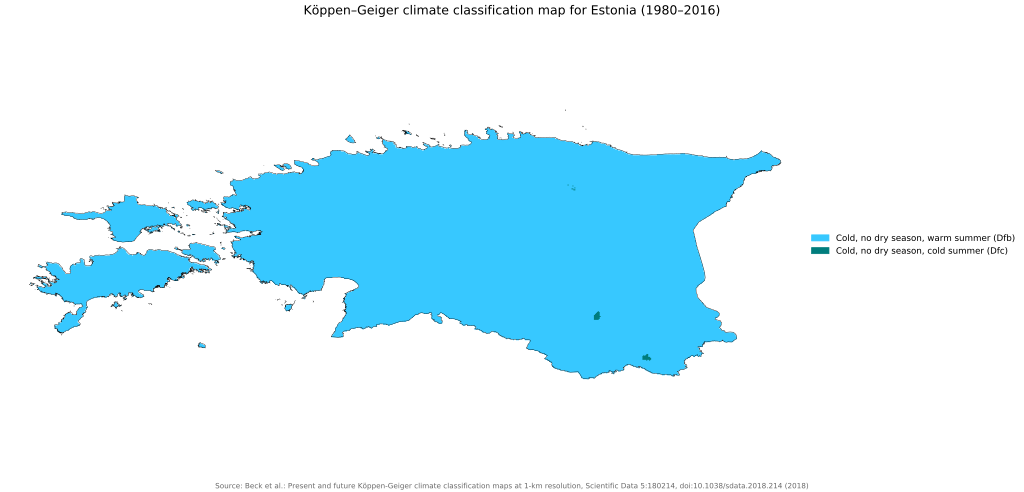
طبقه‌بندی اقلیم‌های استونی

استونی در بخش شمالی منطقه معتدل و در بین منطقه انتقال اقلیم اقیانوسی و اقلیم قاره‌ای قرار دارد و دارای چهار فصل تقریباً یکسان است.
دمای هوای استونی به‌طور میانگین ۱۶٫۳ درجه سانتیگراد (۶۱٫۳ درجه فارنهایت) در جزایر بالتیک تا ۱۸٫۱ درجه سانتیگراد (۶۴٫۶ درجه فارنهایت) در داخل در ماه ژوئیه (گرم‌ترین ماه) و از ۳٫۵- درجه سانتیگراد (۲۵٫۷ درجه فارنهایت) در جزایر بالتیک تا ۷٫۶- درجه سانتیگراد (۱۸٫۳ درجه فارنهایت) در داخل در فوریه (سردترین ماه) است. همچنین در کل متوسط دما در سال در استونی ۵٫۲ درجه سانتی گراد (۴۱٫۴ درجه فارنهایت) است.
میانگین بارش در سال‌های ۱۹۶۱–۱۹۹۰ از ۵۳۵ تا ۷۲۷ میلیمتر (۲۱٫۱ تا ۲۸٫۶ اینچ) در سال بوده.

### تنوع زیستی

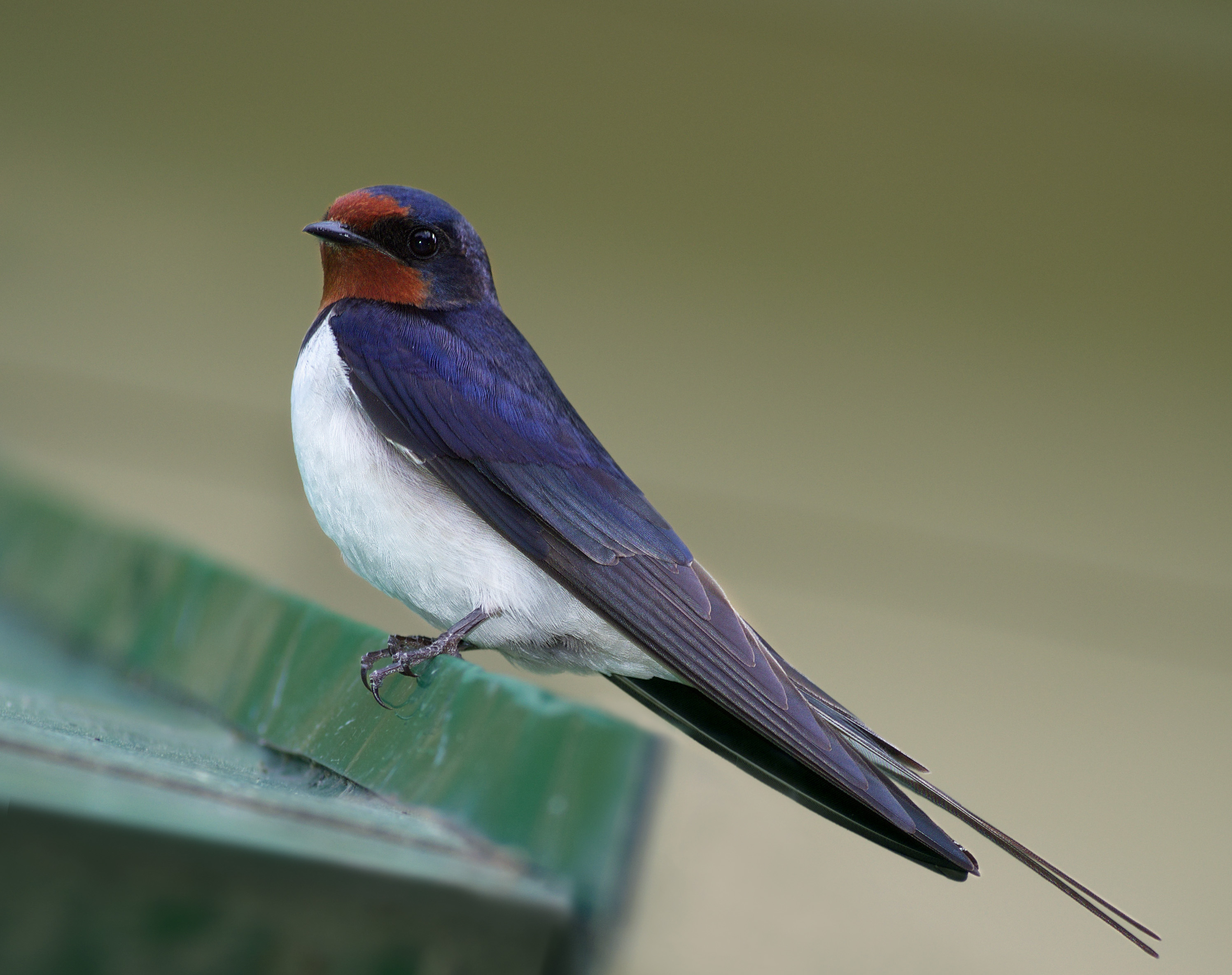
پرستوی خانگی پرنده ملی استونی

بسیاری از گونه‌های منقرض شده در بیشتر کشورهای اروپایی هنوز در استونی یافت می‌شوند. پستانداران موجود در استونی شامل گرگ، وشق اوراسیایی، خرس قهوه‌ای، روباه سرخ، رودک، گراز، موس، مرال، شوکا، سگ آبی اوراسیایی، شنگ اوراسیایی، فک خاکستری و فک حلقه‌دار است. تیره‌راسوی اروپایی که به شدت در معرض خطر انقراض است مجدداً با موفقیت در جزیره هیوما دیده شده و سنجاب پرنده سیبریایی در شرق استونی زیست می‌کند.
گونه‌های واردشده، مانند گوزن ژاپنی، سگ‌راکون و موش آبی، در این کشور یافت می‌شوند بیش از ۳۰۰ گونه پرنده در استونی شناسایی شده است که شامل عقاب دریایی دم‌سفید، عقاب خال‌دار کوچک، عقاب طلایی، ستبرخروس اوراسیایی، لک‌لک سیاه و لک‌لک سفید و گونه‌های متعددی جغد و غاز می‌شود. همچنین چلچله پرنده ملی کشور استونی محسوب می‌شود.
مناطق حفاظت شده ۱۸٪ سرزمین استونی و ۲۶٪ سرزمین دریایی آن را تحت پوشش قرار داده است. ۶ پارک ملی، ۱۵۹ ذخیره‌گاه طبیعی و بسیاری از مناطق حفاظت شده در این کشور وجود دارد.

### تقسیمات کشوری
استونی به ۱۵ شهرستان (به استونیایی: maakonnad) تقسیم می‌شود که ناحیه‌های مدیریتی کشور هستند.
| نقشه      | شهرستان  | مرکز استان | جمعیت |
| --------- | -------- | ---------- | ----- |
|           |          |            |       |
| ایدا-ویرو | یووی     | ۱۴۹٬۲۴۴    |       |
| پارنو     | پارنو    | ۸۲٬۵۸۴     |       |
| پولوا     | پولوا    | ۲۷٬۴۵۲     |       |
| تارتو     | تارتو    | ۱۵۰٬۲۸۷    |       |
| رپلا      | رپلا     | ۳۴٬۹۰۵     |       |
| ساره      | کورساره  | ۳۱٬۳۴۴     |       |
| لنه-ویرو  | راکوره   | ۵۹٬۸۶۱     |       |
| لنه       | هاپسالو  | ۲۴٬۱۸۴     |       |
| هاریو     | تالین    | ۵۵۲٬۶۴۳    |       |
| هیو       | کاردلا   | ۸٬۴۷۰      |       |
| والگا     | والگا    | ۳۰٬۱۵۸     |       |
| وورو      | وورو     | ۳۳٬۴۳۹     |       |
| ویلیاندی  | ویلیاندی | ۴۷٬۵۹۴     |       |
| یاروا     | پایده    | ۳۰٬۵۵۳     |       |
| یوگوا     | یوگوا    | ۳۱٬۳۹۸     |       |

## اقتصاد

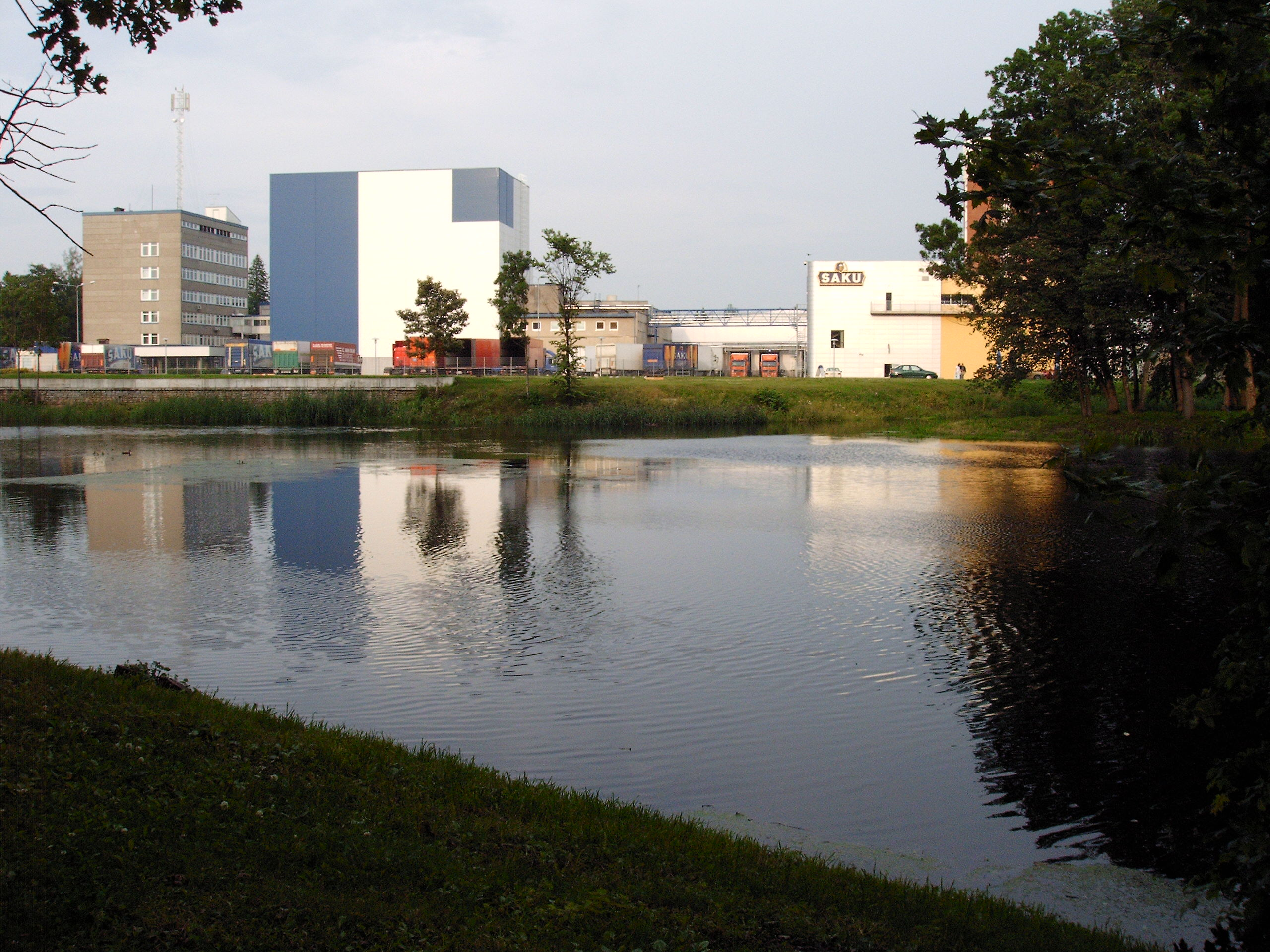
کارخانه آبجوسازی ساکو در ساکو، استونی با بیش از دویست‌سال سابقه فعالیت

استونی به‌عنوان عضوی از اتحادیه اروپا، از نظر بانک جهانی اقتصادی با درآمد بالا تلقی می‌شود، برابری قدرت خرید کشور براساس اعلام صندوق بین‌المللی پول در سال ۲۰۱۶ برابر با ۲۹٬۳۱۲ دلار بوده. جمهوری استونی در ۱ ژانویه ۲۰۱۱ هفدهمین کشور اتحادیه اروپاست که به حوزه یورو پیوسته است.
براساس یورواستات، استونی کمترین نسبت بدهی دولت به تولید ناخالص داخلی را در میان کشورهای اتحادیه اروپا با ۶٫۷ درصد در پایان سال ۲۰۱۰ داشته است. بودجه متعادل، بدهی دولت تقریباً ناموجود، مالیات بر درآمد ثابت، رژیم تجارت آزاد، بخش بانکداری تجاری رقابتی، خدمات نوآورانه الکترونیکی و حتی خدمات مبتنی بر تلفن همراه، از شاخصه‌های اقتصاد بازار استونی هستند.
استونی حدود ۷۵ درصد از برق مصرفی خود را تولید می‌کند که در سال ۲۰۱۱ حدود ۸۵ درصد از آن توسط سنگ نفت استخراج شده در کشور تولید شده است. منابع انرژی جایگزین مانند چوب، پوده و زیست‌توده تقریباً ۹٪ از تولید انرژی اولیه را تشکیل می‌دهند. انرژی باد حدود ۶٪ کل تولید در سال ۲۰۰۹ را تشکیل می‌داده. استونی فراورده‌های نفتی را از اروپای غربی و روسیه وارد می‌کند همچنین ۱۰۰٪ گاز طبیعی خود را از روسیه وارد می‌کند.

گروه بی‌ال‌آرتی یک شرکت کشتی‌سازی در شهر تالین، استونی

انرژی سنگ نفت، مخابرات، نساجی، محصولات شیمیایی، خدمات بانکی، غذا و ماهیگیری، الوار، کشتی‌سازی، الکترونیک و حمل و نقل بخش‌های اصلی اقتصاد استونی را تشکیل می‌دهند.
خاک استونی، قابلیت کشت مناسبی نداشته، و دامداری آن نیز، فقط جوابگوی ۲۰ درصد نیاز کشور است. در سالیان اخیر، منابع محدودی از نفت و فسفریت در این کشور یافت شده است.
استونی نخستین کشور از جمهوری‌های شوروی سابق بود که واحد پول یورو را به جای پول ملی، به گردش درآورد. بیست سال پس از جدا شدن استونی از اتحاد جماهیر شوروی، برای بسیاری از مردم استونی، پیوستن به یورو این موضوع را ثابت کرد که آن‌ها به غرب پیوسته‌اند. کاهش هزینه‌های دولتی که برای پیوستن استونی به حوزه یورو ضروری بوده، سبب افزایش نرخ بیکاری در این کشور و رسیدن آن به ۱۶ درصد شد. بحران بدهی‌های اروپا در گذشته به شدت به استونی صدمه زده‌بود.
اقتصاد استونی از شفافیت بسیار بالایی برخوردار است به‌طوری که در رده ۶ جهانی و رده ۲ اروپا در شاخص آزادی اقتصادی قرار دارد. یک سیستم مالیاتی ساده با نرخ ثابت و مالیات غیرمستقیم کم، گشودگی برای سرمایه‌گذاری خارجی و یک سیستم تجاری لیبرال از اقتصاد ارتجاعی و عملکرد خوب حمایت کرده است. تمرکز زیاد در بخش فناوری اطلاعات منجر به خدمات عمومی بسیار سریعتر، ساده و کارآمد شده است که برای مثال ثبت اظهارنامه مالیاتی کمتر از پنج دقیقه طول می‌کشد و ۹۸٪ معاملات بانکی از طریق اینترنت انجام می‌شود.

## مردم
| اقوام ساکن استونی | اقوام ساکن استونی | اقوام ساکن استونی | اقوام ساکن استونی | اقوام ساکن استونی |
| ----------------- | ----------------- | ----------------- | ----------------- | ----------------- |
|                   |                   |                   |                   |                   |
| استونیایی         | استونیایی         |                   | ۶۸٫۷٪             | ۶۸٫۷٪             |
| روس               | روس               |                   | ۲۴٫۸٪             | ۲۴٫۸٪             |
| اوکراینی          | اوکراینی          |                   | ۲٫۰٪              | ۲٫۰٪              |
| بلاروسی           | بلاروسی           |                   | ۱٫۱٪              | ۱٫۱٪              |
| فنلاندی           | فنلاندی           |                   | ۰٫۸٪              | ۰٫۸٪              |
| دیگران            | دیگران            |                   | ۱٫۶٪              | ۱٫۶٪              |

پیش از جنگ جهانی دوم، مردم استونیایی‌تبار ۸۸ درصد از جمعیت کشور را تشکیل می‌داد و اقلیت‌های قومی ۱۲ درصد باقی‌مانده را تشکیل می‌دادند.
بزرگ‌ترین گروه‌های اقلیتی در سال ۱۹۳۴ عبارت بود از روس، آلمانی، سوئدی، لتونیایی، یهود، لهستانی، فنلاندی و اینگری‌ها.
بین سال‌های ۱۹۴۵ و ۱۹۸۹، با اجرای برنامه روسی‌سازی شوروی‌ها درصد استونیایی‌تبارها در میان مردم این کشور به به ۶۱ درصد کاهش یافت.
شوروی مهاجرت انبوه کارگران صنعتی از روسیه، اوکراین، و بلاروس را به استونی ترویج کرد و بسیاری از استونیایی‌ها در زمان جنگ ناچار به مهاجرت شدند. ژوزف استالین نیز دست به تبعیدهای دسته جمعی و اعدام مردم استونی زد به‌طوری‌که در جریان دوران «پاکسازی» او ۱۱۰ هزار تن از مردم استونی کشته یا تبعید شدند.
در دهه پس از استقلال، مهاجرت گسترده روس‌ها از استونی و برچیده شدن پایگاه‌های نظامی روسیه در سال ۱۹۹۴ باعث شد که نسبت قوم استونیایی در استونی از ۶۱٪ در سال ۲۰۰۶ میلادی به ۶۹٪ درصد افزایش پیدا کند.

## فرهنگ

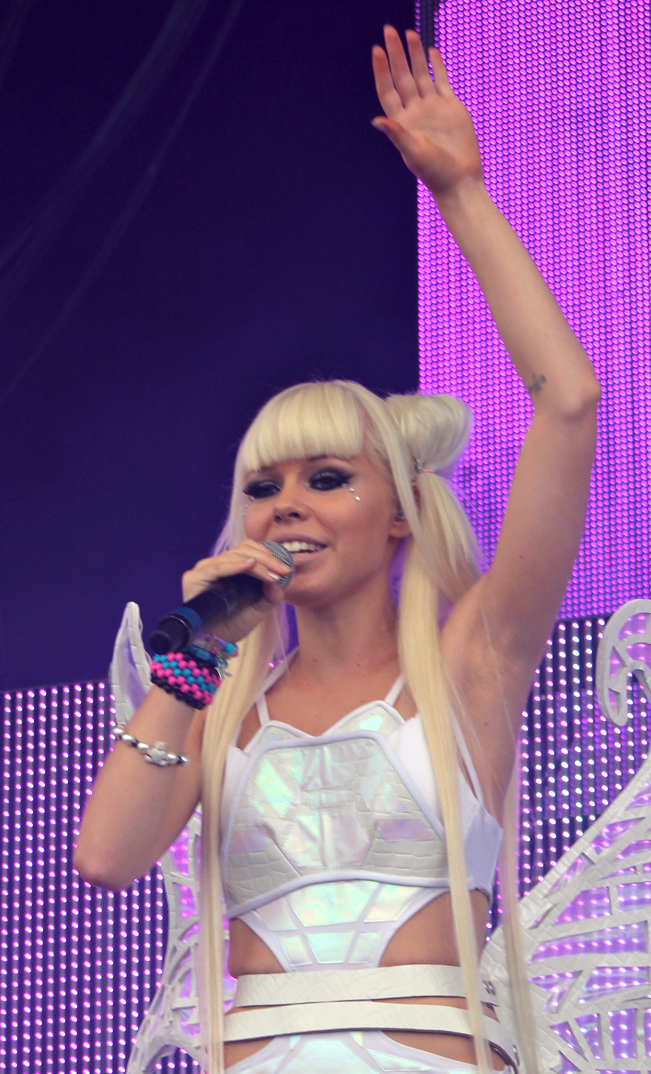
کرلی خواننده و ترانه‌سرای استونیایی

در سال ۲۰۱۰، تعداد ۲۴۵ موزه در استونی وجود داشت که به‌طور جمعی بیش از ۱۰ میلیون شیء در آن‌ها به نمایش درآمده است.
آکادمی هنرهای استونی (به استونیایی: Eesti Kunstiakadeemia, EKA) ارائه آموزش عالی در هنر، طراحی، معماری، رسانه، تاریخ هنر و آموزش مرمت آثار را برعهده دارد.
رویکرد فرهنگسرای ویلیاندی (Viljandi) دانشگاه تارتو همگانی کردن فرهنگ بومی از طریق ارائه برنامه‌های درسی در رشته‌های ساختمان‌سازی بومی، آهنگری بومی، طراحی پارچه و لباس بومی، صنایع دستی سنتی و موسیقی سنتی است.
هستهٔ اولیهٔ شعر معاصر استونی با آرمان‌گرایی استقلال‌طلبانهٔ آن، موجب پدید آمدن گروهی از شاعرانی شد که کارشان را از ۱۹۰۵ آغاز کردند و با نام «استونی‌های جوان» شهرت دارند.
پس از استقلال جمهوری استونی از امپراتوری تزاری روس و قرن‌ها سلطه فئودالی آلمانی‌ها، شعر «ماری اوندر» به عنوان الگوی سنتی شعر استونی شناخته شد و نام او را به عنوان نامزد جایزهٔ ادبی نوبل مطرح کرد.
در دهه ۱۹۳۰ نسل سوم شاعران استونی قدم به عرصهٔ وجود گذاشتند، که از آن میان می‌توان به شاعرانی چون: «بتی آلور»، «اوکو ماسینگ» و «برنارد کانگرو» اشاره کرد؛ که از میان آنان «بتّی الور»، پس از درگذشت «ماری اوندر» عنوان شاعر ملی استونی را به دست آورد.
حرکت جدید شعر معاصر استونی که از دههٔ پنجاه به بعد رو به رشد نهاده بود، در دهه‌های بعد نیز به حرکت خود ادامه داد و در حال حاضر نیز به رشد خود ادامه می‌دهد.

### موسیقی

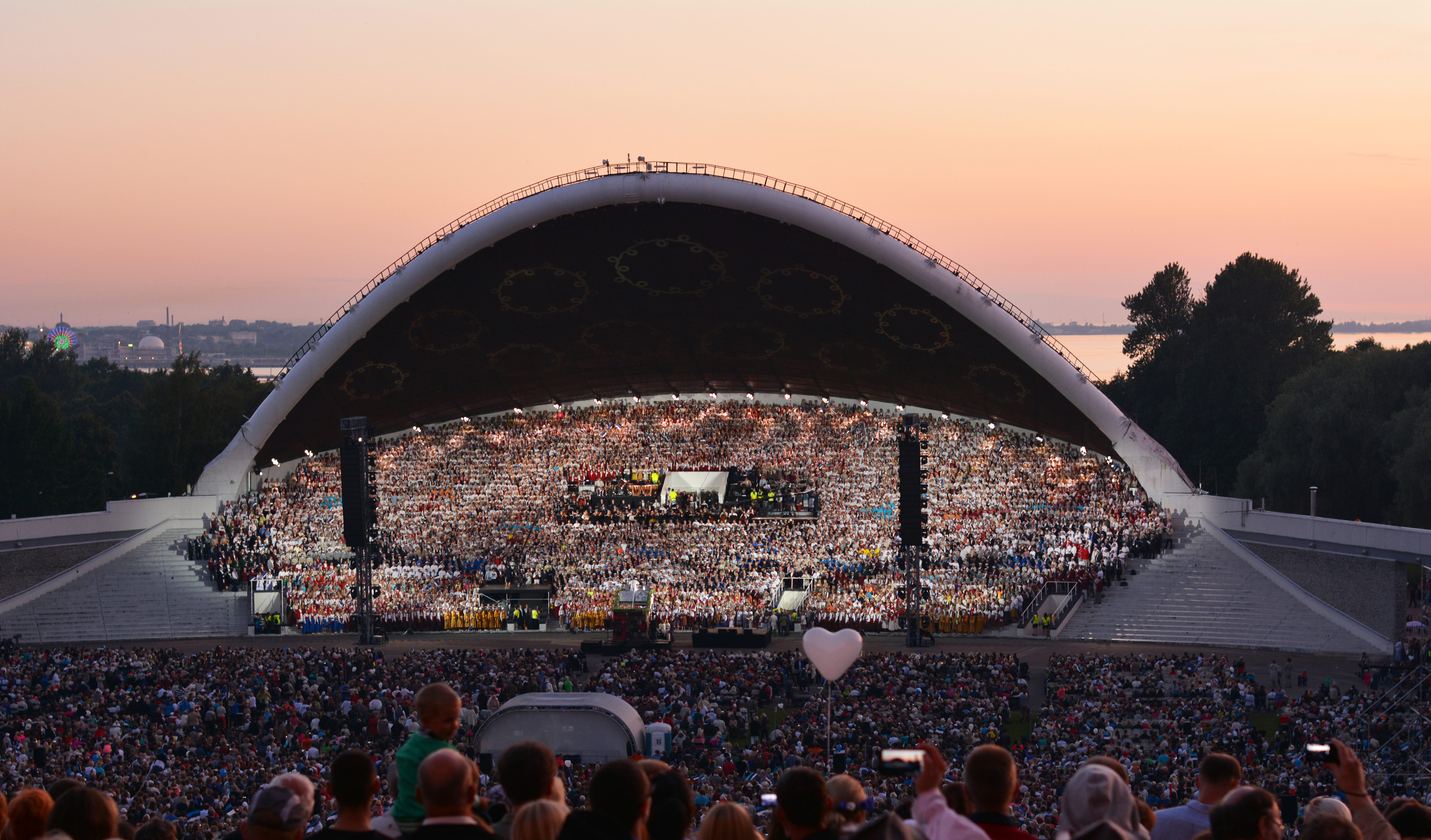
جشنواره موسیقی استونی از شاهکارهای شفاهی و ناملموس میراث بشری یونسکو

اولین اشاره به آواز استونیایی مربوط به ساکسو گراماتیکوس بوده است، ساکسو از رزمندگان استونیایی صحبت می‌کند که شبانه در حالی که منتظر نبرد بودند آواز می‌خواندند. سازهای بادی سنتی که توسط چوپان‌ها ساخته و نواخته می‌شد مدتی رواج داشت، از دیگر سازهای موسیقی فولکلور استونی می‌توان از زیتر و آکوردئون اشاره کرد.
جشنواره موسیقی استونی که از سال ۱۸۶۹ تاکنون برگزار می‌شود بزرگ‌ترین جشنواره موسیقی در این کشور محسوب می‌شود که ابتدا در شهر تارتو برگزار می‌شد اما از سال ۱۸۹۶ به تالین منتقل شد. نوازندگان و آهنگسازان حرفه‌ای استونی در قرن ۱۹ شامل رودولف توبیاس، مینا هارما، مارت سار، آرتور کاپ، یوهان آویک، الکساندر اونیلید، آرتور لمبا و هینو الر و موسیقی‌دانان حرفه‌ای مطرح استونی در قرن ۲۰ شامل آروو پرت، ادوارد توبین و ویلیو تورمیس بوده است.
در دهه ۱۹۵۰، جورج اوتس باریتون اهل استونی به عنوان یک خواننده اپرا به شهرت جهانی رسید. در مسابقه آواز یوروویژن ۲۰۰۱ تانل پادار با آهنگ «همه» برنده این مسابقات شد و در سال ۲۰۰۲ استونی میزبان مسابقه آواز یوروویژن را برعهده داشت.

### ادبیات

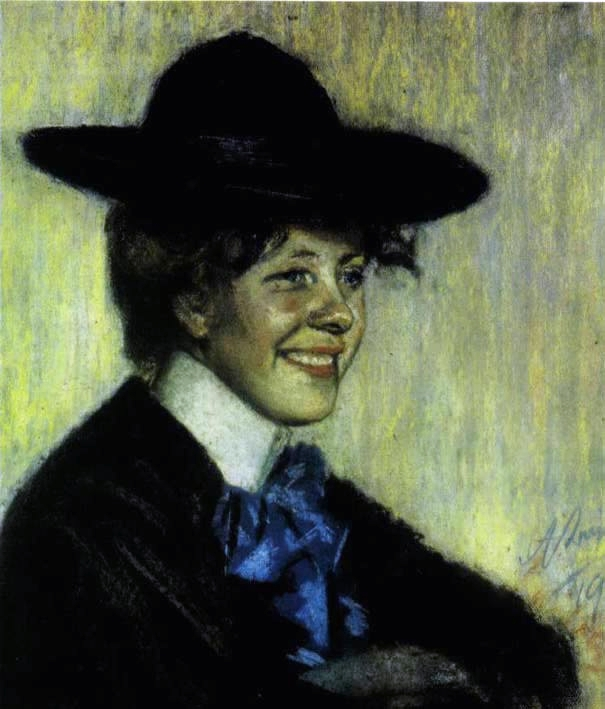
ماری اوندر مهم‌ترین شاعر معاصر استونی

ادبیات استونی به ادبیات نوشته شده به زبان استونیایی اشاره دارد. (حدود ۱ میلیون گویشور) شکست استونی در جنگ‌های صلیبی شمالی از قرن سیزدهم تا ۱۹۱۸ در برابر آلمان، سوئد و روسیه منجر به انتشار چند اثر ادبی اولیه به زبان استونیایی شد، قدیمی‌ترین سوابق نوشتاری استونی مربوط به قرن سیزدهم است.
اسکار لوتس برجسته‌ترین نثرنویس ادبیات اولیه استونی بود که آثارش امروزه نیز به‌طور گسترده خوانده می‌شود مخصوصاً رمان مکتب غنایی بهار (Kevade), آنتون هانسن تامساره در رمان حقیقت و عدالت که یک اثر واقع‌گرای روانشناختی پنتالوگرافی است تحول جامعه استونی را از یک جامعه دهقانی به یک کشور مستقل ثبت کرده است. در دوران مدرن یان کروس و یان کاپلینسکی مشهورترین و ترجمه‌شده‌ترین نویسندگان استونی هستند. همچنین از مشهورترین نویسندگان اواخر قرن بیستم و اوایل قرن بیست و یکم می‌توان به تونو اونپالو و اندروس کیویرا اشاره کرد.

### تعطیلات
| ادیان در استونی (سال ۲۰۰۰) | ادیان در استونی (سال ۲۰۰۰) | ادیان در استونی (سال ۲۰۰۰) | ادیان در استونی (سال ۲۰۰۰) | ادیان در استونی (سال ۲۰۰۰) |
| -------------------------- | -------------------------- | -------------------------- | -------------------------- | -------------------------- |
|                            |                            |                            |                            |                            |
| بدون دین                   | بدون دین                   |                            | ۷۰٫۸٪                      | ۷۰٫۸٪                      |
| لوتریانیسم                 | لوتریانیسم                 |                            | ۱۳٫۶٪                      | ۱۳٫۶٪                      |
| ارتدکس شرقی                | ارتدکس شرقی                |                            | ۱۲٫۸٪                      | ۱۲٫۸٪                      |
| دیگر ادیان                 | دیگر ادیان                 |                            | ۲٫۸٪                       | ۲٫۸٪                       |

روز ملی استونی روز استقلال این کشور در ۲۴ فوریه است، روزی که اعلامیه استقلال استونی صادر شده است، از سال ۲۰۱۳، دوازده روز تعطیل عمومی وجود دارد که جشن گرفته می‌شود.
| تعطیل عمومی استونی | تاریخ     |
| ------------------ | --------- |
| سال نو             | ۱ ژانویه  |
| روز استقلال        | ۲۴ فوریه  |
| آدینه نیک          |           |
| عید پاک            |           |
| روز مه             | ۱ مه      |
| عید پنجاهه         |           |
| روز پیروزی         | ۲۳ ژوئن   |
| روز نیمه تابستان   | ۲۴ ژوئن   |
| روز استقلال دوباره | ۲۰ اوت    |
| شب کریسمس          | ۲۴ دسامبر |
| کریسمس             | ۲۵ دسامبر |
| روز باکسینگ        | ۲۶ دسامبر |